# Nork-Marasj
Nork-Marasj (armeniska: Նորք-Մարաշ) är ett av de tolv distrikten i Armeniens huvudstad Jerevan. Nork-Marasj ligger i den östra delen av Jerevan. Det gränsar till distriktet Kentron i väster och norr, Nor Nork i öster och Erebuni i söder. Det hade 2011 en befolkning på 12 049.
Distriktet bildades 1996 genom en sammanslagning av Nork och Nor Marasj.

## Bildgalleri

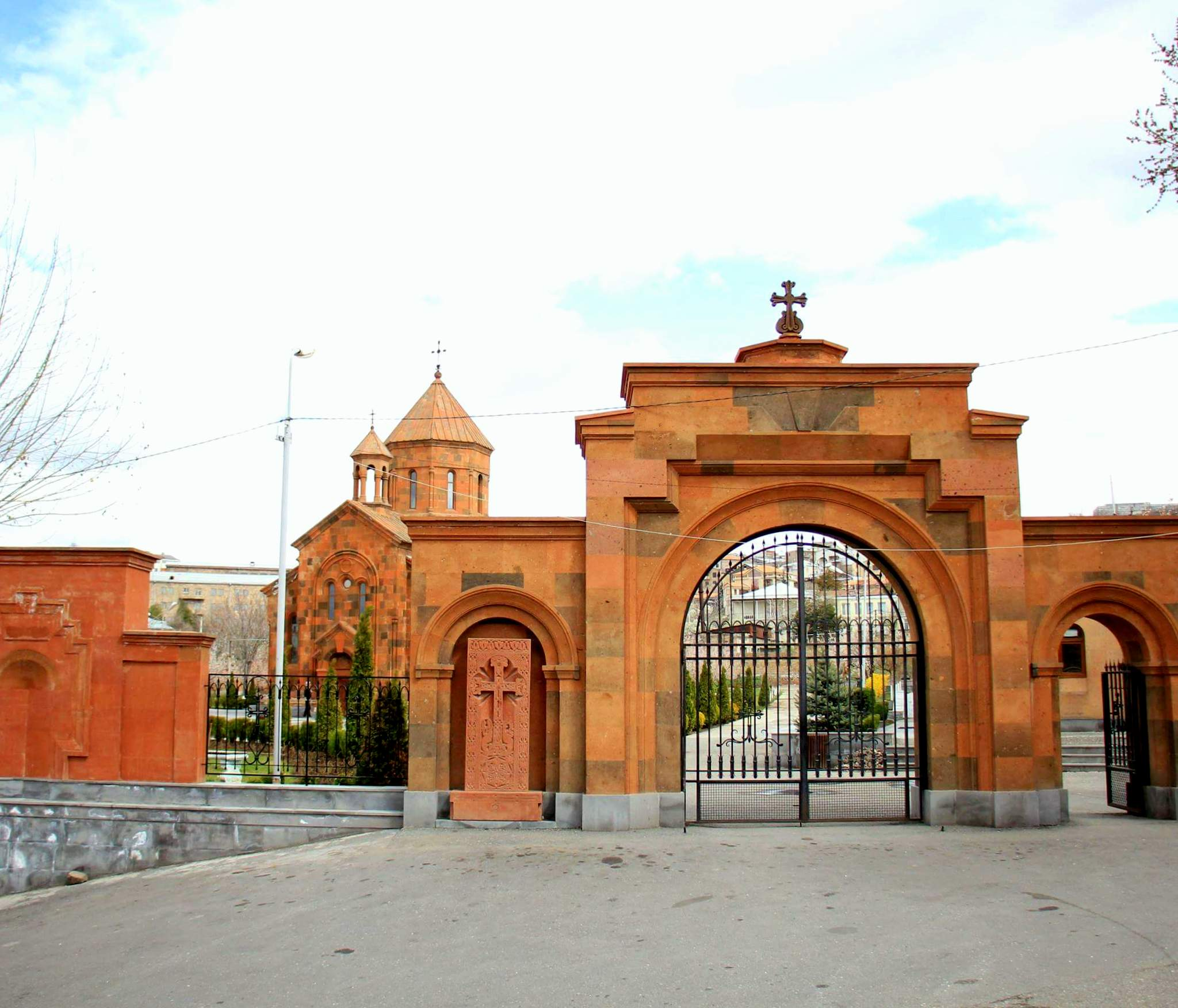
Guds Heliga moders kyrka i Nork
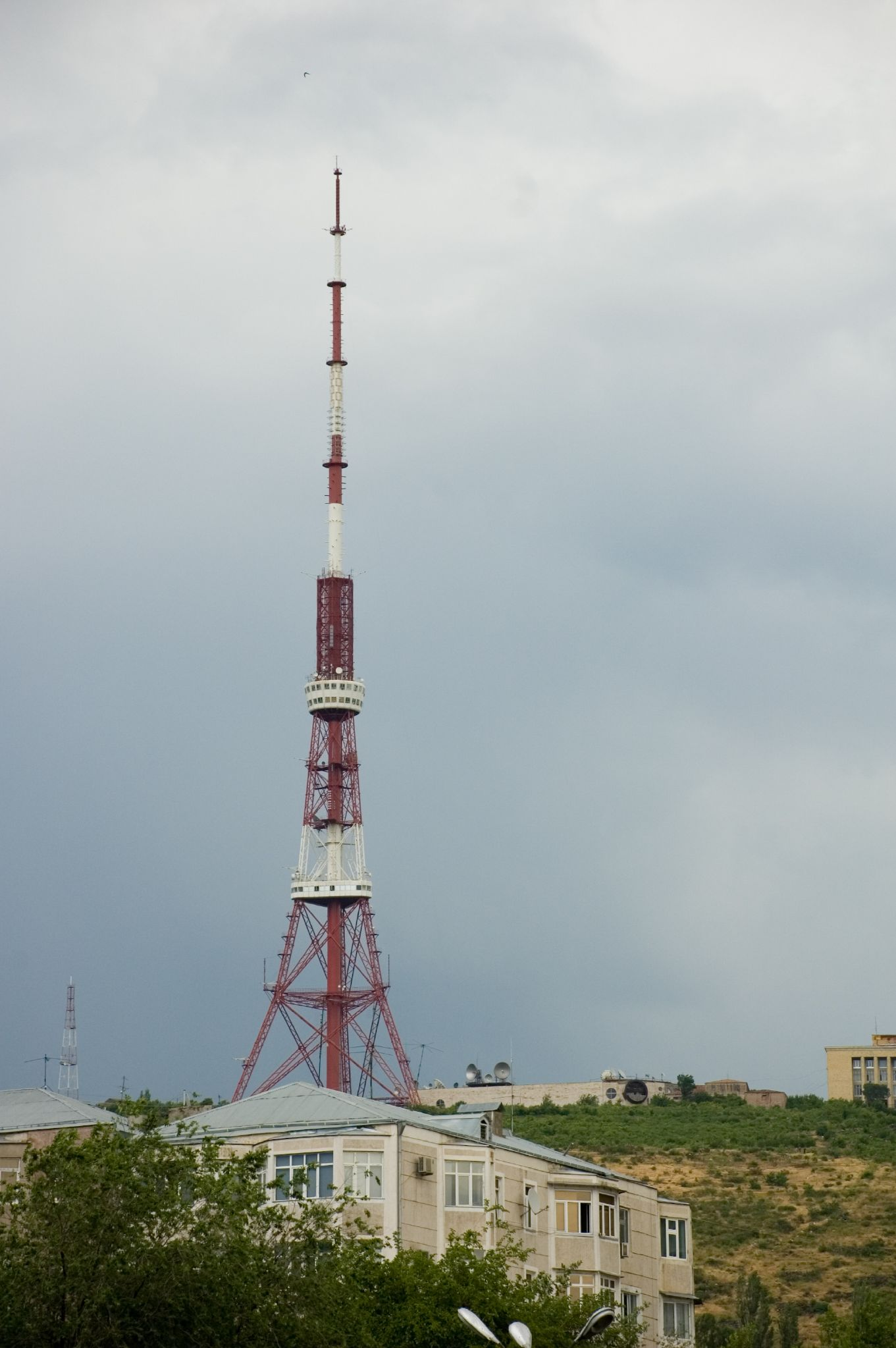
Jerevans TV-torn
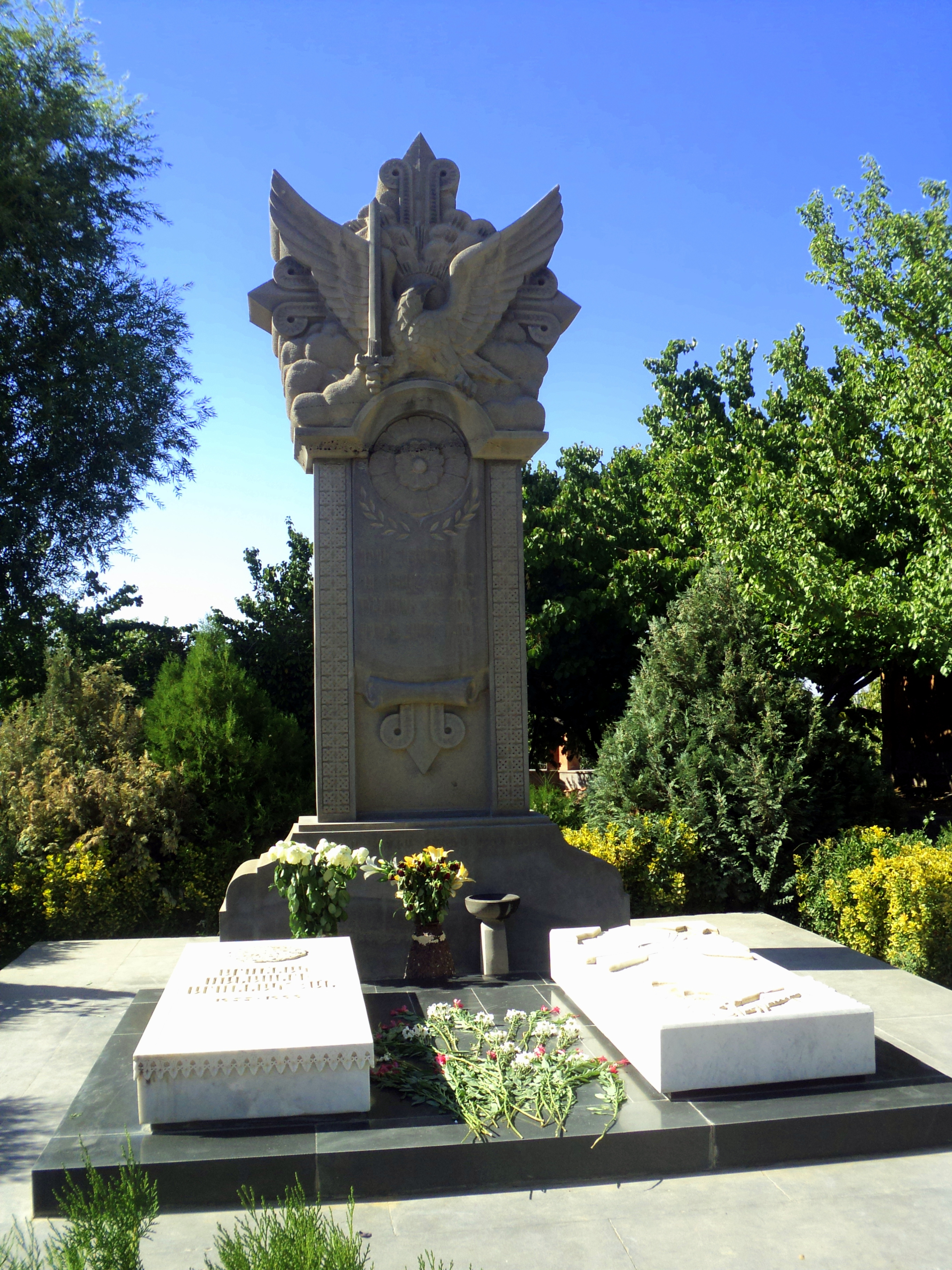
Minnesmärke över Nagorno-Karabach-kriget

## Källor

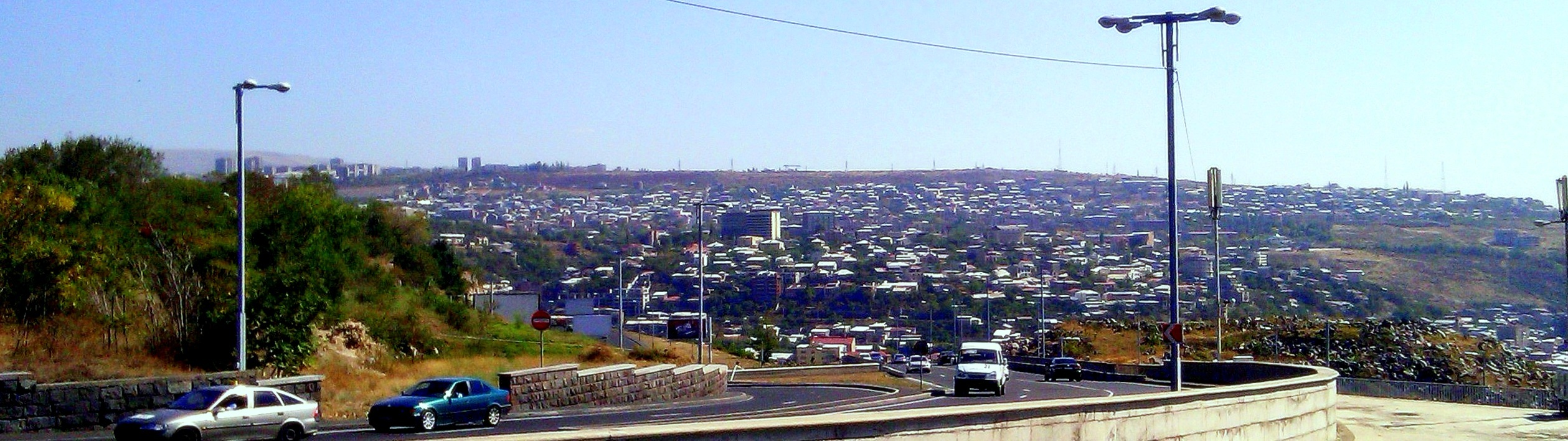
Nork-Marash sett från toppen av Kaskaden